# Bandeira de Tuvalu
A bandeira de Tuvalu é um dos símbolos oficiais de Tuvalu. A primeira bandeira foi adotada em 1976, sendo o atual modelo implantado após a independência do país em 1978.
Assim como em várias ex-colônias britânicas, a bandeira tuvaluana possui uma cor azul clara e a Union Jack no canto superior esquerdo. A bandeira também possui 9 estrelas, representando cada uma das ilhas do arquipélago.
Em  1995, a bandeira foi substituída por uma que também fazia menção às ilhas do arquipélago, mas não mais se baseava na bandeira britânica. Porém, os tuvaluanos não aprovaram a modificação e a antiga bandeira voltou a ser adotada em 1997.

## Bandeiras Históricas

Bandeira de Tuvalu de 1 de outubro de 1976 a 1 de outubro de 1978.
Bandeira de Tuvalu de 1 de outubro de 1978 a 1 de outubro de 1995..
De outubro a dezembro de 1995, A bandeira de Tuvalu foi ligeiramente alterada, reduzindo um número das estrelas (a bandeira foi uma luz azul estandarte).
Bandeira de Tuvalu utilizada entre 1995 e 1997.